# دوري قرغيزستان لكرة القدم 2000
دوري قيرغيزستان لكرة القدم 2000 هو الموسم 9 من دوري قيرغيزستان لكرة القدم. كان عدد الأندية المشاركة فيه 12، وفاز فيه FC Alga Bishkek ‏.